# Lithacodia normalis
Lithacodia normalis är en fjärilsart som beskrevs av George Francis Hampson 1910. Lithacodia normalis ingår i släktet Lithacodia och familjen nattflyn. Inga underarter finns listade i Catalogue of Life.